# Ágoston Pável
Ágoston Pável, en eslovè, Avgust Pavel (Cankova, Regne d'Hongria, avui Eslovènia, 28 d'agost de 1886 - Szombathely, Hongria, 2 de gener de 1946) fou un escriptor, poeta, etnòleg, lingüista i historiador hongarès.